# Przekopnica właściwa
Przekopnica właściwa (Triops cancriformis) – gatunek przekopnicy z rodziny Triopsidae o długości pancerza około 3 cm i całkowitej długości do 7 lub 13 cm (w zależności od źródła).
W Polsce objęty jest częściową ochroną gatunkową.

## Występowanie
Gatunek szeroko rozpowszechniony jest w strefie umiarkowanej. Zasięgiem występowania obejmuje tereny od południowej Francji aż po zachodnią Rosję, i od południowej Norwegii i Szwecji po centralną Turcję i Cypr, odnotowano także populacje zidentyfikowane jako ten gatunek w Wielkiej Brytanii, we wschodnim Iranie i u podnóży Himalajów w Indiach. W zbiornikach wodnych spotykana późną wiosną, w lecie i jesienią.

## Charakterystyka
Żyje w zbiornikach okresowo wysychających, pojawia się pod koniec kwietnia. Osobniki tego gatunku żyją do 100 dni, a rozwój larwalny trwa do 14. Przekopnica właściwa jest gatunkiem bardzo starym, nie zmienionym od triasu (ok. 220 mln lat), i należy do tzw. „żywych skamieniałości”. Jest podobna do przekopnicy wiosennej (Lepidurus apus), lecz nieco mniejsza. Różni się też od niej brakiem przydatku na końcu odwłoka. Pojawia się nieco później niż przekopnica wiosenna, bo w maju i na początku czerwca. Fenologia tych dwóch spokrewnionych gatunków ogranicza potencjalną konkurencję międzygatunkową – mijają się w rozwoju czasowo.

## Rozmnażanie
Rozmnaża się poprzez partenogenezę. Z zakopanych przez samice w mule jaj wykluwają się larwy, które po około dwóch tygodniach osiągają dojrzałość płciową. Jaja mogą pozostawać w stanie diapauzy nawet kilkanaście lat, czekając na odpowiednie warunki do wylęgu. Od końca kwietnia do początku jesieni pojawia się kilka pokoleń (nawet do 40).